# Timon & Pumbaa's Jungle Games
Disney's Timon & Pumbaa's Jungle Games es un videojuego desarrollado por 7th Level y publicado por Disney Interactive Studios para los sistemas operativos Windows, en el año 1995, y Mac OS, en 1996. Es una compilación de cinco minijuegos con temática de la selva que tienen como protagonistas a Timón y Pumba, dos personajes reconocidos de la saga El rey león. En el año 1997 se lanzó una conversión a la consola Super Nintendo, que fue desarrollada por Tiertex Design Studios y publicada por THQ, en la cual fue eliminado uno de los minijuegos.

## Información general
Timón y Pumba aparecieron originalmente en el filme animado El rey león, del año 1994, como dos personajes secundarios que cumplían el rol de la pareja cómica de la historia y se convirtieron de inmediato en unos de los más memorables personajes de Disney. Tras el enorme éxito comercial de la película, Disney decidió convertir a este dúo en su propia marca y lo hizo con el estreno de la serie de televisión de Timón y Pumba, en donde la suricata y el jabalí se volvieron los protagonistas dejando a un lado el nombre de "El rey león". Coincidiendo con el estreno de la serie, a finales del año 1995, se lanzó también el primer videojuego de Timón y Pumba, para el entonces floreciente mercado de los juegos para PC en CD.
El videojuego fue desarrollado por la compañía 7th Level bajo supervisión  de Disney Interactive Studios. No está basado en la película ni en la serie de televisión, en cambio, muestra una historia original y sencilla en la que Timón y Pumba forman su propio parque de juegos Arcade usando los elementos de la selva en donde viven y con la ayuda de los demás animales.
Sacando provecho de las capacidades del CD, el juego presenta una inmensa cantidad de animaciones y diálogos hablados que consisten principalmente en los protagonistas explicando y presentando cada uno de los minijuegos y menús. Dentro de los propios minijuegos, los personajes se mantienen siempre dando comentarios humorísticos o consejos al jugador. Las animaciones del juego están hechas con sprites de alta resolución que lucen como caricaturas ilustradas a mano, los escenarios también están pintados con el estilo típico de las animaciones de Disney.
El juego fue diseñado con un tono infantil, incluye personajes muy simpáticos y animaciones cómicas sin rastros de violencia. Sin embargo, los minijuegos tienen un nivel de dificultad apto para jugadores de todas las edades y pueden volverse sumamente difíciles. Esto se debe a que todos los minijuegos siguen la premisa básica de los juegos Arcade clásicos en donde la dificultad aumenta poco a poco en cada nivel, hasta llegar a un grado de desafío insuperable para el jugador. Todos los minijuegos hacen uso de esta dificultad ascendente y son infinitos, es decir que el objetivo es tratar de mantenerse jugando la mayor cantidad de niveles posibles para lograr el récord de puntaje. Las mejores 10 puntuaciones de cada minijuego son recordadas de modo de poder desafiarlas en posteriores partidas.
Al salir de la partida se muestra una escena final que muestra una fiesta con todos los animales de la jungla, cuanto mejores sean los resultados del jugador, más animales aparecerán.

## Minijuegos
- Burper: Juego de atrapar objetos en donde Timón agita un árbol y Pumba, controlado por el jugador, debe eliminar a los objetos que van cayendo con su poderoso disparo de eructos. El objetivo para pasar de nivel es destruir una determinada cantidad de bichos. Los bichos que caen al suelo deben ser aplastados con la cola de Pumba antes de que le muerdan. Los disparos son limitados, y se pueden recargar al eliminar frutas. También caen "objetos malos" que si golpean a Pumba le noquean y le hacen perder una vida, también se pueden perder vidas por fin del tiempo o quedarse sin proyectiles. El juego termina cuando Pumba pierde todas sus vidas.
- Slingshooter : Juego de galería de tiro en donde el jugador controla una mirilla con el mouse y debe dispararle a los animales que aparecen, pero hay que diferenciar a los animales buenos (estos son Timón, Pumba y los animales que salen sonriendo), a los que no se debe atacar, de los animales malos que son el blanco (los carteles, las hienas, los animales con cara malvada y los bichos). Los proyectiles y el tiempo son limitados y se pueden recargar al eliminar frutas y ciertos bichos. El jugador pasa de nivel cuando elimina la cantidad de bichos requerida. Se puede perder una vida por tiempo o falta de proyectiles.
- Jungle Pinball: Un típico pinball formado por cañas de bambú y los animales de la selva. El jugador usa el teclado para controlar las paletas y golpear a la bola sin que esta se caiga por el hueco. El objetivo es sumar la mayor cantidad de puntos hasta que todas las bolas se hayan perdido.
- Hippo Hop : Un juego parecido a Frogger, en donde Timón debe cruzar al otro lado del río saltando sobre las plataformas que avanzan con la corriente. El objetivo es conseguir al ingrediente, un ítem brillante, que aparece en una de las plataformas y luego ir hasta uno de los espacios en el pastizal de arriba en donde Pumba recibirá el objeto para preparar un platillo. Luego, Timón debe regresar y tocar la flor-campana que está abajo para que aparezca un nuevo ingrediente. Cuando todos los ingredientes se hayan entregado, el jugador pasa de nivel. Timón pierde una vida cada vez que cae al agua.
- Bug Drop: Es esencialmente Puyo Puyo pero con bichos en lugar de gomitas. Es el único minijuego para dos jugadores en modo versus y también se puede jugar solo contra la máquina. El jugador puede escoger a Timón o Pumba como personaje y tiene como objetivo derrotar al enemigo, haciendo que su tronco se llene de bichos. La regla básica es acomodar los bichos de forma de juntar al menos cuatro bichos del mismo color que se toquen horizontal o verticalmente. Jugadas especiales o combos harán que el enemigo reciba "basura" y su tronco se llene más pronto. Cuando el jugador gana, pasa a un nivel con mayor dificultad.

## Curiosidades
- Los cinco minijuegos de Timon & Pumbaa's Jungle Games fueron relanzados posteriormente de forma separada como parte de la serie Disney's Hot Shots, estos fueron: Jungle Pinball, Hippo Hop, Bug Drop, Slingshooter y Burper.
- En ocasiones, en el lago del medio aparece un pequeño punto blanco, si haces clic allí aparecerá Mickey Mouse.
- El menú de selección de niveles es altamente interactivo, al hacer clic en distintos lugares aparecerán distintas animaciones.
- Las voces de Timón y Pumba fueron interpretadas por los actores Kevin Schon y Ernie Sabella respectivamente.